# Josep María Abarca
Josep Maria Abarca Plotas (Barcelona, 19 de junho de 1974) é um ex-jogador de polo aquático espanhol, campeão olímpico.

## Carreira
Josep María Abarca fez parte da geração de ouro do polo aquático espanhol, que conquistou o ouro em Atlanta, 1996.